# The Moons

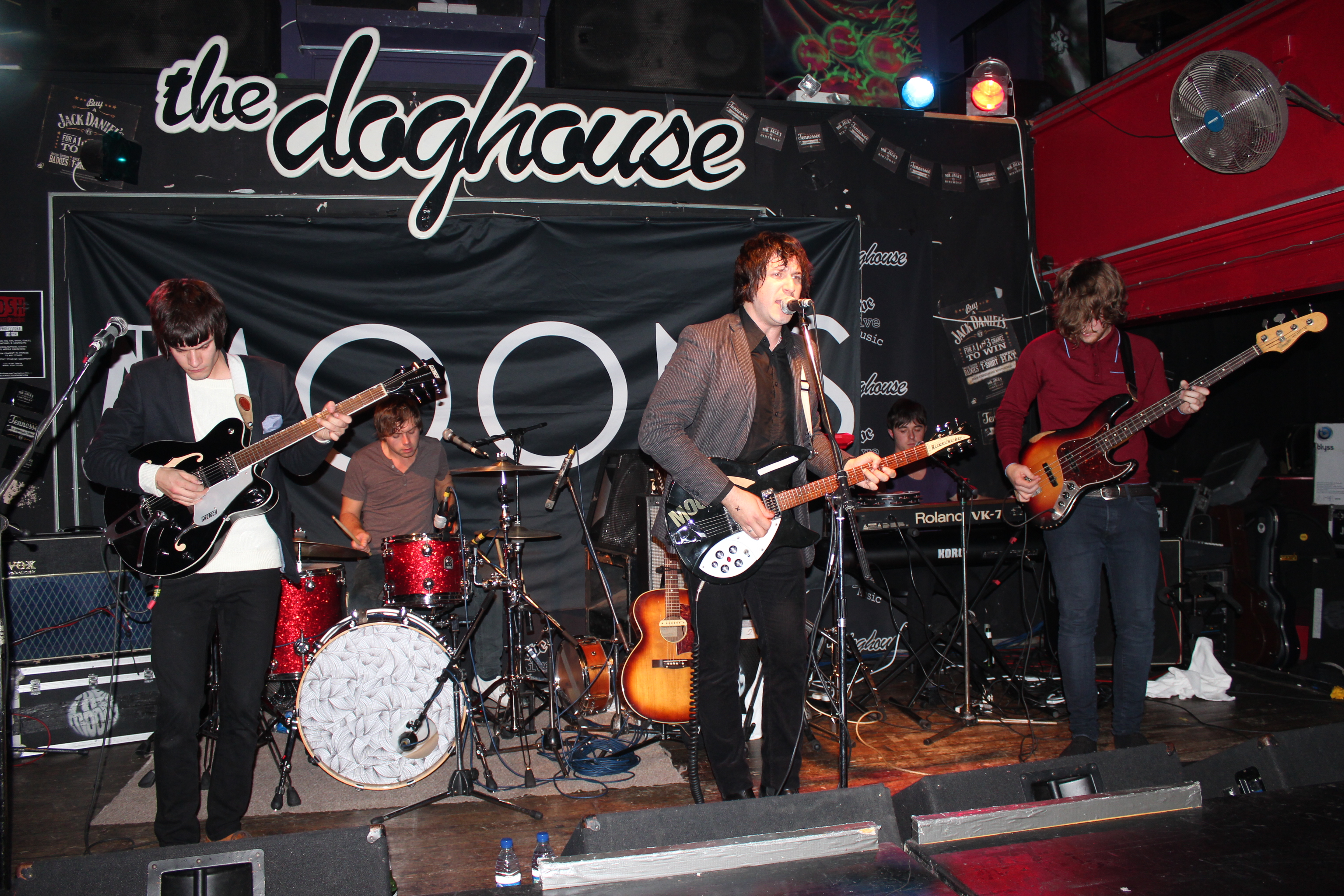
The Moons (2012)

The Moons ist eine britische Indie-Rock-Band aus Northampton, die im Jahr 2008 vom Sänger, Gitarristen und Songwriter Andy Crofts gegründet wurde. Bisher (2015) hat die Band mit dem Debüt Life on Earth (2010) sowie Fables of History (2012) und Mindwaves (2014) drei Studioalben veröffentlicht.

## Geschichte

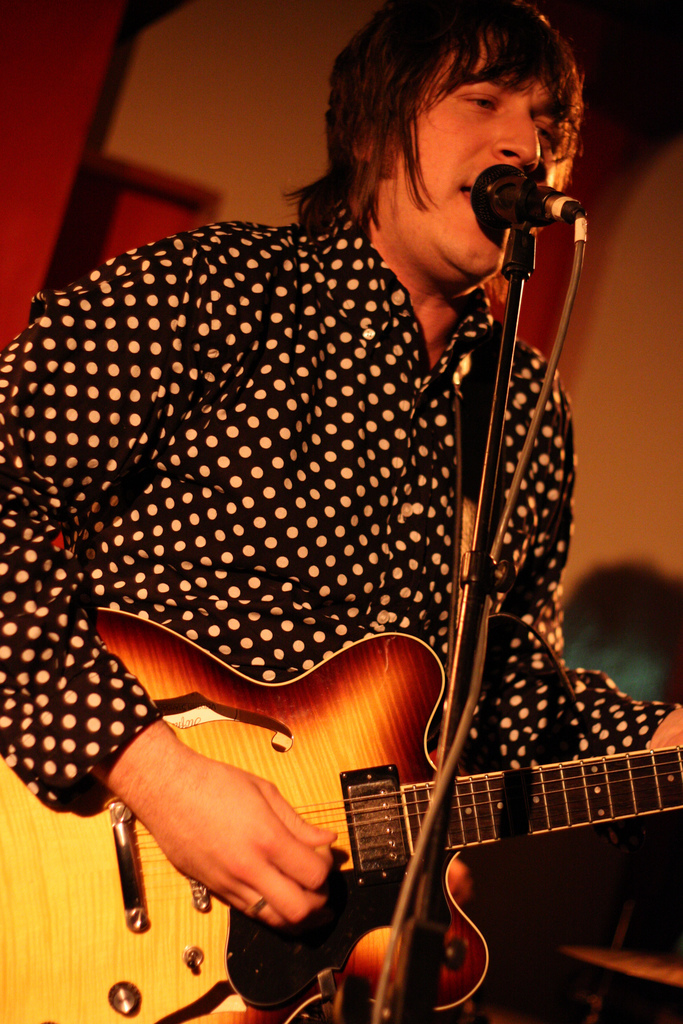
Bandgründer Andy Crofts (2009)

Ende 2006 zerbrach die Band On the Offs, der Andy Crofts angehörte. Als Solokünstler hatte er in der Zeit bei On the Offs Demotapes aufgenommen und diese 2007 bei Myspace eingestellt, um ein Feedback zu erhalten. Als nach wenigen Tagen die britische Musikzeitschrift Mojo Crofts Song Intermission Rag positiv erwähnte, beschloss er, die Gruppe The Moons zu gründen. Dazu nahm Crofts in den Jahren 2008 und 2009 das erste Demotape unter dem Titel The Lunar Sessions auf, bei dem er alle Instrumente außer Schlagzeug spielte. Daraus veröffentlichte Crofts den Song Don’t Go Changin’ auf seinem eigenen Label Colorama Records. Ab 2008 erfolgten Live-Auftritte mit befreundeten Musikern. Crofts stellte mit Ben Gordelier (Schlagzeug), Adam Leeds (Bass) und Chris Ketley (Gitarre) bald eine feste Besetzung auf. Zeitweise gehörten auch James Bagshaw und Tom Warmsley dazu, die die Band 2012 verließen, um die Temples zu gründen.
2010 nahm die Band ihr Debütalbum Life On Earth im Studio von Paul Weller auf, der bei zwei Stücken mitspielte. Das Album kam in die Top 30 der UK Indie Albums Chart. Es erfolgten vier Single-Auskopplungen, darunter Torn Between Two als erste Single. 2010 und 2011 erfolgten in Großbritannien eine Reihe kleinerer und größerer Live-Auftritte als Vorgruppe wie auch als Headliner. 2012 entstand das zweite Album Fables of History mit dem neuen Keyboarder Tom Van Heel. Produzent war Jan Stan Kybert, der in der Vergangenheit mit Oasis, Massive Attack und The Rifles zusammengearbeitet hatte. 2012 kam es zu einer Umbildung der Band. Neu hinzu stießen Ben Curtis, ehemaliger Bassist der The Sand Band aus Liverpool und der Gitarrist Chris Watson.

## Diskografie

### Alben
- Life on Earth (15. März 2010)
- Fables of History (24. September 2012)
- Mindwaves (21. Juli 2014)

### Singles
2010:
- Torn Between Two / Leaving Here
- Nightmare Day / Wondering
- Let It Go / Its Taking Over
- Everyday Heroes / Rear Window

2011:
- Double Vision Love / English Summer
- Jennifer (Sits Alone) / It’s Too Late
- Something Soon / Revolutionary Lovers

2014:
- Heart and Soul / Sex Robot / Get Ready
- Body Snatchers / Everybody’s Happy Nowadays